# Ava (New York)
Ava est une ville du comté d'Oneida, dans l'État de New York, aux États-Unis,. En 2010, elle comptait une population de 676 habitants.

## Démographie
Lors du recensement de 2010, la ville comptait une population de 676 habitants. Elle est estimée, en 2016, à 704 habitants.